# Vlašići (Pag)
Vlašići falu Horvátországban Zára megyében. Közigazgatásilag Paghoz tartozik.

## Fekvése
Pagtól 19 km-re délkeletre, a sziget délkeleti végében, az azonos nevű öbölben fekszik. Területéhez két kis sziget (Veliki- és Mali Sikavac) is hozzá tartozik. A település régóta híres az itt bőségesen termő, fűszerként is használatos gyógynövényről a zsályáról.

## Története
A település már a horvát nemzeti királyok idejében is létezett. 1070-ben IV. Krešimir horvát király úgy határozott, hogy a falut a Pag-sziget maradék részével együtt a nini püspökség fennhatósága alá rendeli. A neves horvát nyelvész Petar Skok a falu nevét a „vlach” szóból származtatja, amely a régi horvát állam idejében a latin nyelvű pásztorok közkeletű elnevezése volt. Régen a falu nevét „Varsich” alakban írták. Petar Runje ferences harmadrendi szerzetes és történész szerint a régmúltban két temploma is volt, melyeket Szent Jeromos és Keresztelő Szent János tiszteletére szenteltek. Közülük a Keresztelő Szent János templomot már 1229-ben említik. 1401-ben Lukács zárai érsek a pagi Petar Rokeić fiát Mirkót helyezte ide plébánosnak. Ebben az évben épült fel a falu mai Szent Jeromos plébániatemploma. A templomban fennmaradt egy másik papjának Ivan Tešćićnek 1485-ből származó glagolita feliratos sírköve. A falu sziget többi részével együtt a 15. századtól Velencei Köztársasághoz tartozott. A 18. század végén Napóleon megszüntette a Velencei Köztársaságot. Pag szigete 1797 és 1805 között Habsburg uralom alá került, majd az egész Dalmáciával együtt a Francia Császárság része lett. 1815-ben a bécsi kongresszus újra Ausztriának adta, amely a Dalmát Királyság részeként Zárából igazgatta 1918-ig. 1857-ben 117, 1910-ben 207 lakosa volt. Ezt követően előbb a Szerb-Horvát-Szlovén Királyság, majd Jugoszlávia része lett. Szent Jeromos kulturális és művészeti egyesületét 2010-ben alapították. A településen négyosztályos alapiskola is működik. 2011-ben 272 lakosa volt.

## Lakosság
| Lakosság változása | Lakosság változása | Lakosság változása | Lakosság változása | Lakosság változása | Lakosság változása | Lakosság változása | Lakosság változása | Lakosság változása | Lakosság változása | Lakosság változása | Lakosság változása | Lakosság változása | Lakosság változása | Lakosság változása | Lakosság változása |
| ------------------ | ------------------ | ------------------ | ------------------ | ------------------ | ------------------ | ------------------ | ------------------ | ------------------ | ------------------ | ------------------ | ------------------ | ------------------ | ------------------ | ------------------ | ------------------ |
| 1857               | 1869               | 1880               | 1890               | 1900               | 1910               | 1921               | 1931               | 1948               | 1953               | 1961               | 1971               | 1981               | 1991               | 2001               | 2011               |
| 117                | 0                  | 149                | 130                | 195                | 207                | 207                | 319                | 452                | 503                | 462                | 319                | 274                | 315                | 235                | 272                |

## Nevezetességei
Szent Jeromos tiszteletére szentelt plébániatemplomát 1401-ben építették. Egyhajós épület, homlokzata előtt zömök harangtoronnyal, rajta mind a négy oldalon kettős ablakokkal. Sokáig látszottak annak a tűznek a nyomai, amelyben a bal oldali mellékoltár teljesen megsemmisült. A templom és a plébánia felújítására széles körű gyűjtést szerveztek, a világ minden részéről érkeztek adományok az innen elszármazottak részéről. Az új oltárt 1989. október 15-én szentelte fel Marijan Oblak zárai érsek. A templomot 1996-ban kívülről és belülről is teljesen megújították. A plébániaház a templom közelében található.